# ファストタテヤマ
ファストタテヤマ（欧字名:Fast Tateyama、1999年5月30日 - 2012年11月11日）は、日本の競走馬。主な勝ち鞍に2001年のデイリー杯2歳ステークス、2002年の京都新聞杯。主戦騎手は安田康彦と武幸四郎。
後方からの追い込みを武器に、しばしば波乱を起こす穴馬として人気を博した。

## 経歴

### 2歳
ファストタテヤマは2001年の札幌開催でデビューし、2着だった。2戦目は3着となり、連闘した3戦目で初勝利を挙げた。初勝利を挙げたファストタテヤマはデイリー杯2歳ステークスに出走、道中ポツンと離れた最後方から、直線だけで全馬を抜き去って優勝し、重賞初制覇を果たした。8番人気という低評価での優勝に、鞍上の安田康彦は「あんまり勝つ気なかったんですけど」と驚きを表現した。続く2歳王者決定戦の朝日杯フューチュリティステークスは13着と大敗した。

### 3歳春～夏
2002年はシンザン記念7着、若葉ステークス2着を経て皐月賞に出走するが、15着と大敗した。しかし、京都新聞杯では6番人気ながら鮮やかな差し切り勝ちで、重賞2勝目を挙げると共に父ダンスインザダークとの同レース親子制覇も果たした。続く日本ダービーは15着、休養を経て出走した札幌記念でも13着と大敗した。その後、体調が整わなかったため、菊花賞へ直行した。

### 菊花賞
菊花賞でのファストタテヤマは春シーズンの戦績や札幌記念での凡走、臨戦過程などが原因で、18頭立て16番人気と非常に低い評価であった。レースはスタート直後に1番人気ノーリーズンに騎乗していた武豊が落馬するという大波乱で幕を開けた。道中序盤は先行馬がハイペースで飛ばし、中盤では一転して超スローペースという変則的な流れの中で、ファストタテヤマは後方で淡々とレースを運んだ。最後の直線では12番手の位置から一気に追い込み、次々と他馬をかわしたが、早めに抜け出したヒシミラクルにハナ差届かず2着となった。ヒシミラクルも10番人気の穴馬で、馬連配当9万6070円、三連複配当34万4630円は、いずれもクラシック史上最高配当となった。

### 菊花賞後～4歳
菊花賞後、鳴尾記念4着で3歳シーズンを終えたファストタテヤマだったが、古馬になってからはなかなか勝てなくなった。2003年は日経新春杯から始動したが7着、以後京都記念14着、阪神大賞典3着、天皇賞（春）6着、宝塚記念9着、オールカマー2着、天皇賞（秋）7着、ステイヤーズステークス10着、有馬記念10着と9戦して0勝とこの年は不振だった。なお、ステイヤーズステークスでは、1番人気に推されている。

### 5歳～6歳
2004年は京都記念から始動したが5着、以後阪神大賞典3着、天皇賞（春）11着、目黒記念9着、京都大賞典9着、中日新聞杯7着と6戦して0勝と連敗が続いた。
2005年はオープン特別の万葉ステークスから始動したが4着と敗れ、京都記念5着、中京記念14着と連敗が続いたため、主戦騎手の安田は降板、夏まで休養することになった。夏はオープン特別のみなみ北海道ステークスから復帰して3着となり、札幌記念に出走した。12番人気だった札幌記念では、優勝したヘヴンリーロマンス（9番人気）からクビ差の2着まで追い込み、三連単配当275万円超の大波乱を起こした。
札幌記念の好走でようやくスランプ脱出かに思われたが、秋は京都大賞典3着になったものの、アルゼンチン共和国杯は8着、初のダート戦となった春待月ステークスでは11着と大敗し、成績を落としたままこの年は終わった。なお、この年の京都大賞典から武幸四郎が騎乗している。

### 7歳
2006年はオープン特別の万葉ステークスから始動、4番人気ながら勝利を収めた。これが3年半ぶりの勝利だった。だが、その後はダイヤモンドステークス5着、阪神大賞典5着、天皇賞（春）6着、宝塚記念11着と凡走が続いた。
それでも、夏はオープン特別のみなみ北海道ステークスで快勝した。札幌記念では6着だったが、京都大賞典では7番人気ながら宝塚記念優勝馬のスイープトウショウに並ぶ上がり32秒8という脚で2着に入り、また波乱を起こした。
だが、その後天皇賞（秋）は11着、ステイヤーズステークスは8着に終わった。

### 8歳
2007年もオープン特別の万葉ステークスから始動、4着だった。そして、京都記念11着、阪神大賞典6着を経て出走した大阪-ハンブルクカップで上がり33.2の脚を繰り出して快勝、これがファストタテヤマの最後の勝利となった。この勝利も6番人気という人気薄での優勝だった。
その後、天皇賞（春）10着、宝塚記念5着、みなみ北海道ステークス4着、札幌記念10着と凡走を繰り返し、京都大賞典6着を最後に競走馬を引退した。
ファストタテヤマは条件戦に出走した経験がなく、2歳時から一貫してオープンクラスで息の長い活躍を続け、通算6勝（そのうち重賞2勝）を挙げているが、古馬になってからは重賞を勝つことはできなかった。それでもオープン特別戦では3勝を挙げており、重賞でも2着が3回ある。

輸送競馬が苦手だったためか、関東圏の競馬場（東京競馬場･中山競馬場）では12戦して0勝、2003年のオールカマー2着が目立つ程度であり、あとはほぼ惨敗を喫した。反面、滞在競馬となる北海道の競馬場（札幌競馬場･函館競馬場）では2勝の他、札幌記念やオープン特別でも好走が見られた。その他、左回りの競馬場での勝利も無かった。

### 引退後
引退後は福島県のいわきホースパークで乗馬となり、馬術競技馬として登録された。競技馬として馬名を「ケイローン」、その後「覇王」と2度変更している。最終的には千葉県八街市のパラドール・ドレッサージュ・ステーブルに繋養されていた。
その後、2012年11月11日に腸捻転のため死亡した。13歳没。

## 競走成績
以下の内容は、netkeiba.comの情報に基づく。
| 競走日     | 競馬場 | 競走名               | 格   | 距離（馬場）  | 頭 数 | 枠 番 | 馬 番 | オッズ （人気） | 着順 | タイム （上り3F） | 着差 | 騎手        | 斤量 [kg] | 1着馬（2着馬）         | 馬体重 [kg] |
| ---------- | ------ | -------------------- | ---- | ------------- | ----- | ----- | ----- | --------------- | ---- | ----------------- | ---- | ----------- | --------- | ---------------------- | ----------- |
| 2001.09.01 | 札幌   | 2歳新馬              |      | 芝1800m（良） | 11    | 4     | 4     | 017.10（5人）   | 02着 | R1:53.8（36.3）   | -0.6 | 0安田康彦   | 53        | マイネヴィータ         | 440         |
| 0000.09.15 | 札幌   | 2歳新馬              |      | 芝1800m（良） | 10    | 7     | 7     | 003.80（3人）   | 03着 | R1:53.5（36.4）   | -0.5 | 0安田康彦   | 53        | サンショーオー         | 442         |
| 0000.09.23 | 札幌   | 2歳新馬              |      | 芝1200m（良） | 10    | 4     | 4     | 004.40（3人）   | 01着 | R1:11.7（36.0）   | -0.4 | 0安田康彦   | 53        | （ライブインザムーン） | 442         |
| 0000.10.13 | 京都   | デイリー杯2歳S       | GII  | 芝1600m（良） | 16    | 5     | 10    | 028.20（8人）   | 01着 | R1:34.9（35.1）   | -0.0 | 0安田康彦   | 55        | （ホーマンウイナー）   | 438         |
| 0000.12.09 | 中山   | 朝日杯FS             | GI   | 芝1600m（良） | 16    | 6     | 11    | 028.20（8人）   | 13着 | R1:34.7（34.9）   | -0.9 | 0安田康彦   | 55        | アドマイヤドン         | 460         |
| 2002.01.14 | 京都   | シンザン記念         | GIII | 芝1600m（良） | 16    | 8     | 16    | 010.10（5人）   | 07着 | R1:35.3（34.5）   | -0.5 | 0安田康彦   | 56        | タニノギムレット       | 454         |
| 0000.03.16 | 阪神   | 若葉S                | OP   | 芝2000m（良） | 11    | 4     | 4     | 015.90（6人）   | 02着 | R2:01.6（34.7）   | -0.1 | 0安田康彦   | 56        | シゲルゴッドハンド     | 452         |
| 0000.04.14 | 中山   | 皐月賞               | GI   | 芝2000m（良） | 18    | 8     | 16    | 073.4（12人）   | 15着 | R2:00.2（35.9）   | -1.7 | 0安田康彦   | 57        | ノーリーズン           | 456         |
| 0000.05.03 | 京都   | 京都新聞杯           | GII  | 芝2200m（良） | 15    | 5     | 8     | 017.10（6人）   | 01着 | R2:12.5（34.6）   | -0.0 | 0安田康彦   | 56        | （キーボランチ）       | 448         |
| 0000.05.26 | 東京   | 東京優駿             | GI   | 芝2400m（良） | 18    | 5     | 9     | 054.3（15人）   | 15着 | R2:27.8（36.2）   | -1.6 | 0安田康彦   | 57        | タニノギムレット       | 448         |
| 0000.08.18 | 札幌   | 札幌記念             | GII  | 芝2000m（良） | 16    | 1     | 1     | 046.5（11人）   | 13着 | R2:01.0（35.0）   | -1.5 | 0安田康彦   | 53        | テイエムオーシャン     | 438         |
| 0000.10.20 | 京都   | 菊花賞               | GI   | 芝3000m（良） | 18    | 4     | 7     | 091.3（16人）   | 02着 | R3:05.9（34.8）   | -0.0 | 0安田康彦   | 57        | ヒシミラクル           | 448         |
| 0000.12.18 | 阪神   | 鳴尾記念             | GIII | 芝2000m（良） | 16    | 8     | 16    | 006.70（3人）   | 04着 | R2:00.0（35.2）   | -0.5 | 0安田康彦   | 55        | イブキガバメント       | 454         |
| 2003.01.19 | 京都   | 日経新春杯           | GII  | 芝2400m（良） | 13    | 8     | 12    | 004.20（2人）   | 07着 | R2:26.8（35.8）   | -1.0 | 0安田康彦   | 56        | バンブーユベントス     | 456         |
| 0000.02.22 | 京都   | 京都記念             | GII  | 芝2200m（稍） | 16    | 1     | 2     | 012.10（6人）   | 14着 | R2:17.6（35.2）   | -1.1 | 0安田康彦   | 56        | マイソールサウンド     | 458         |
| 0000.03.23 | 阪神   | 阪神大賞典           | GII  | 芝3000m（良） | 15    | 3     | 5     | 019.50（7人）   | 03着 | R3:06.2（34.2）   | -0.3 | 0安田康彦   | 57        | ダイタクバートラム     | 448         |
| 0000.05.04 | 京都   | 天皇賞（春）         | GI   | 芝3200m（良） | 18    | 1     | 1     | 010.70（4人）   | 05着 | R3:17.5（35.7）   | -0.5 | 0安田康彦   | 58        | ヒシミラクル           | 446         |
| 0000.06.29 | 阪神   | 宝塚記念             | GI   | 芝2200m（良） | 17    | 6     | 11    | 116.2（13人）   | 09着 | R2:13.2（36.6）   | -1.2 | 0安田康彦   | 58        | ヒシミラクル           | 448         |
| 0000.09.28 | 中山   | オールカマー         | GII  | 芝2200m（良） | 10    | 8     | 10    | 008.70（3人）   | 02着 | R2:14.5（34.4）   | -0.1 | 0安田康彦   | 58        | エアエミネム           | 454         |
| 0000.11.02 | 東京   | 天皇賞（秋）         | GI   | 芝2000m（良） | 18    | 5     | 10    | 024.00（9人）   | 07着 | R1:58.8（34.2）   | -0.8 | 0安田康彦   | 58        | シンボリクリスエス     | 454         |
| 0000.12.06 | 中山   | ステイヤーズS        | GII  | 芝3600m（良） | 10    | 1     | 1     | 002.80（1人）   | 10着 | R3:49.4（35.1）   | -1.2 | 0安田康彦   | 58        | チャクラ               | 460         |
| 0000.12.24 | 中山   | 有馬記念             | GI   | 芝2500m（良） | 12    | 7     | 9     | 065.7（11人）   | 10着 | R2:33.9（37.5）   | -3.4 | 0安田康彦   | 57        | シンボリクリスエス     | 458         |
| 2004.02.21 | 京都   | 京都記念             | GII  | 芝2200m（良） | 14    | 5     | 7     | 018.80（6人）   | 05着 | R2:13.1（35.1）   | -0.3 | 0安田康彦   | 57        | シルクフェイマス       | 458         |
| 0000.03.21 | 阪神   | 阪神大賞典           | GII  | 芝3000m（良） | 9     | 8     | 8     | 018.10（4人）   | 03着 | R3:08.7（34.5）   | -0.3 | 0安田康彦   | 57        | リンカーン             | 460         |
| 0000.05.02 | 京都   | 天皇賞（春）         | GI   | 芝3200m（良） | 18    | 5     | 10    | 031.10（7人）   | 11着 | R3:20.3（34.7）   | -1.9 | 0安田康彦   | 58        | イングランディーレ     | 462         |
| 0000.05.22 | 東京   | 目黒記念             | GII  | 芝2500m（稍） | 18    | 4     | 7     | 014.20（7人）   | 09着 | R2:31.3（34.9）   | -0.8 | 0安田康彦   | 57        | チャクラ               | 462         |
| 0000.10.10 | 京都   | 京都大賞典           | GII  | 芝2400m（良） | 10    | 6     | 6     | 025.80（7人）   | 09着 | R2:26.4（34.7）   | -1.2 | 0安田康彦   | 57        | ナリタセンチュリー     | 444         |
| 0000.12.24 | 中京   | 中日新聞杯           | GIII | 芝1800m（良） | 16    | 1     | 1     | 022.40（9人）   | 09着 | R1:47.3（34.8）   | -1.0 | 0安田康彦   | 59        | プリサイスマシーン     | 466         |
| 2005.01.08 | 京都   | 万葉S                | OP   | 芝3000m（良） | 9     | 5     | 5     | 004.90（2人）   | 04着 | R3:09.5（35.0）   | -0.4 | 0安田康彦   | 57        | アイポッパー           | 468         |
| 0000.02.19 | 京都   | 京都記念             | GII  | 芝2200m（重） | 12    | 4     | 4     | 046.00（9人）   | 05着 | R2:16.4（36.0）   | -0.7 | 0安田康彦   | 57        | ナリタセンチュリー     | 468         |
| 0000.03.06 | 中京   | 中京記念             | GIII | 芝2000m（良） | 15    | 7     | 13    | 015.00（7人）   | 14着 | R2:01.0（36.7）   | -1.5 | 0安田康彦   | 57        | メガスターダム         | 462         |
| 0000.08.06 | 函館   | みなみ北海道S        | OP   | 芝2600m（良） | 9     | 8     | 9     | 006.90（3人）   | 03着 | R2:44.9（35.6）   | -0.5 | 0藤田伸二   | 56.5      | ゴーウィズウィンド     | 470         |
| 0000.08.21 | 札幌   | 札幌記念             | GIII | 芝2000m（良） | 14    | 4     | 6     | 036.6（12人）   | 02着 | R2:01.1（35.7）   | -0.0 | 0秋山真一郎 | 56        | ヘヴンリーロマンス     | 462         |
| 0000.10.09 | 京都   | 京都大賞典           | GII  | 芝2400m（良） | 12    | 5     | 5     | 020.10（6人）   | 03着 | R2:26.0（34.1）   | -0.6 | 0武幸四郎   | 57        | リンカーン             | 462         |
| 0000.11.06 | 東京   | アルゼンチン共和国杯 | GII  | 芝2500m（良） | 18    | 8     | 17    | 014.10（6人）   | 08着 | R2:33.2（35.0）   | -0.8 | 0武幸四郎   | 57        | サクラセンチュリー     | 470         |
| 0000.12.04 | 中京   | 春待月S              | OP   | ダ2300m（稍） | 16    | 3     | 6     | 008.00（5人）   | 11着 | R2:27.2（39.7）   | -1.4 | 0武幸四郎   | 57        | マイネルボウノット     | 470         |
| 2006.01.07 | 京都   | 万葉S                | OP   | 芝3000m（良） | 10    | 1     | 1     | 006.00（4人）   | 01着 | R3:05.6（35.3）   | -0.1 | 0武幸四郎   | 57        | （アドマイヤモナーク） | 472         |
| 0000.02.12 | 東京   | ダイヤモンドS        | GIII | 芝3400m（良） | 15    | 7     | 12    | 015.70（6人）   | 05着 | R3:31.6（37.6）   | -1.3 | 0勝浦正樹   | 57.5      | マッキーマックス       | 470         |
| 0000.03.19 | 阪神   | 阪神大賞典           | GII  | 芝3000m（稍） | 9     | 5     | 5     | 043.60（6人）   | 05着 | R3:11.1（38.9）   | -2.3 | 0武幸四郎   | 57        | ディープインパクト     | 470         |
| 0000.04.30 | 京都   | 天皇賞（春）         | GI   | 芝3200m（良） | 17    | 7     | 13    | 108.3（13人）   | 06着 | R3:15.2（34.5）   | -1.8 | 0武幸四郎   | 58        | ディープインパクト     | 468         |
| 0000.06.25 | 京都   | 宝塚記念             | GI   | 芝2200m（稍） | 13    | 7     | 11    | 140.6（12人）   | 11着 | R2:15.0（36.5）   | -2.0 | 0武幸四郎   | 58        | ディープインパクト     | 472         |
| 0000.08.05 | 函館   | みなみ北海道S        | OP   | 芝2600m（良） | 15    | 6     | 10    | 008.30（4人）   | 01着 | R2:42.3（36.1）   | -0.4 | 0武幸四郎   | 57        | （ルーベンスメモリー） | 470         |
| 0000.08.20 | 札幌   | 札幌記念             | GIII | 芝2000m（良） | 15    | 2     | 3     | 015.20（6人）   | 06着 | R2:00.7（33.8）   | -0.4 | 0武幸四郎   | 57        | アドマイヤムーン       | 470         |
| 0000.10.08 | 京都   | 京都大賞典           | GII  | 芝2400m（良） | 11    | 7     | 8     | 019.20（7人）   | 02着 | R2:31.6（32.8）   | -0.1 | 0武幸四郎   | 57        | スイープトウショウ     | 458         |
| 0000.10.29 | 東京   | 天皇賞（秋）         | GI   | 芝2000m（良） | 16    | 6     | 11    | 041.8（13人）   | 11着 | R2:00.7（35.2）   | -1.9 | 0武幸四郎   | 58        | ダイワメジャー         | 460         |
| 0000.12.02 | 中山   | ステイヤーズS        | GII  | 芝3600m（良） | 12    | 8     | 12    | 006.10（3人）   | 08着 | R3:45.7（37.3）   | -2.3 | 0武幸四郎   | 57        | アイポッパー           | 468         |
| 2007.01.07 | 京都   | 万葉S                | OP   | 芝3000m（稍） | 11    | 6     | 7     | 007.20（3人）   | 04着 | R3:08.3（36.7）   | -1.0 | 0武幸四郎   | 58        | バイロイト             | 474         |
| 0000.02.17 | 京都   | 京都記念             | GII  | 芝2200m（稍） | 14    | 8     | 14    | 034.20（6人）   | 11着 | R2:18.1（35.5）   | -0.9 | 0武幸四郎   | 57        | アドマイヤムーン       | 474         |
| 0000.03.18 | 阪神   | 阪神大賞典           | GII  | 芝3000m（良） | 11    | 4     | 4     | 043.20（6人）   | 06着 | R3:09.0（34.9）   | -0.7 | 0武幸四郎   | 57        | アイポッパー           | 472         |
| 0000.04.07 | 阪神   | 大阪-ハンブルクC     | OP   | 芝2400m（良） | 13    | 5     | 7     | 020.20（6人）   | 01着 | R2:30.4（33.2）   | -0.1 | 0武幸四郎   | 57        | （ダークメッセージ）   | 470         |
| 0000.04.29 | 京都   | 天皇賞（春）         | GI   | 芝3200m（良） | 16    | 1     | 2     | 027.80（9人）   | 10着 | R3:15.1（35.3）   | -1.0 | 0武幸四郎   | 58        | メイショウサムソン     | 470         |
| 0000.06.24 | 阪神   | 宝塚記念             | GI   | 芝2200m（稍） | 18    | 7     | 13    | 153.3（16人）   | 05着 | R2:13.0（36.4）   | -0.6 | 0小牧太     | 58        | アドマイヤムーン       | 470         |
| 0000.08.04 | 函館   | みなみ北海道S        | OP   | 芝2600m（重） | 13    | 5     | 6     | 004.00（2人）   | 04着 | R2:49.9（39.3）   | -1.3 | 0秋山真一郎 | 58.5      | メジロコルセア         | 478         |
| 0000.09.02 | 札幌   | 札幌記念             | GIII | 芝2000m（良） | 16    | 8     | 16    | 023.30（8人）   | 10着 | R2:00.8（34.5）   | -0.7 | 0秋山真一郎 | 57        | フサイチパンドラ       | 468         |
| 0000.10.07 | 京都   | 京都大賞典           | GII  | 芝2400m（良） | 10    | 8     | 9     | 010.90（4人）   | 06着 | R2:25.2（33.5）   | -0.4 | 0武幸四郎   | 57        | インティライミ         | 452         |

## 血統
| ファストタテヤマの血統（サンデーサイレンス系 / Northern Dancer 4×4=12.50%） | ファストタテヤマの血統（サンデーサイレンス系 / Northern Dancer 4×4=12.50%） | ファストタテヤマの血統（サンデーサイレンス系 / Northern Dancer 4×4=12.50%） | （血統表の出典）                   | （血統表の出典） |
| 父系                                                                        | ヘイロー系（サンデーサイレンス系）                                          | ヘイロー系（サンデーサイレンス系）                                          | ヘイロー系（サンデーサイレンス系） | [ § 2 ]          |
| 父 ダンスインザダーク 1993 鹿毛                                             | 父の父*サンデーサイレンス Sunday Silence 1986 青鹿毛                        | Halo                                                                        | Hail to Reason                     | Hail to Reason   |
| 父 ダンスインザダーク 1993 鹿毛                                             | 父の父*サンデーサイレンス Sunday Silence 1986 青鹿毛                        | Halo                                                                        | Cosmah                             |                  |
| 父 ダンスインザダーク 1993 鹿毛                                             | 父の父*サンデーサイレンス Sunday Silence 1986 青鹿毛                        | Wishing Well                                                                | Understanding                      | Understanding    |
| 父 ダンスインザダーク 1993 鹿毛                                             | 父の父*サンデーサイレンス Sunday Silence 1986 青鹿毛                        | Wishing Well                                                                | Mountain Flower                    |                  |
| 父 ダンスインザダーク 1993 鹿毛                                             | 父の母*ダンシングキイ Dancing Key 1983 鹿毛                                 | Nijinsky                                                                    | Northern Dancer                    | Northern Dancer  |
| 父 ダンスインザダーク 1993 鹿毛                                             | 父の母*ダンシングキイ Dancing Key 1983 鹿毛                                 | Nijinsky                                                                    | Flaming Page                       |                  |
| 父 ダンスインザダーク 1993 鹿毛                                             | 父の母*ダンシングキイ Dancing Key 1983 鹿毛                                 | Key Partner                                                                 | Key to the Mint                    | Key to the Mint  |
| 父 ダンスインザダーク 1993 鹿毛                                             | 父の母*ダンシングキイ Dancing Key 1983 鹿毛                                 | Key Partner                                                                 | Native Partner                     |                  |
| 母 メインゲスト 1986 栃栗毛                                                 | 母の父*ターゴワイス Targowice 1970 黒鹿毛                                   | Round Table                                                                 | Princequillo                       | Princequillo     |
| 母 メインゲスト 1986 栃栗毛                                                 | 母の父*ターゴワイス Targowice 1970 黒鹿毛                                   | Round Table                                                                 | Knight's Daughter                  |                  |
| 母 メインゲスト 1986 栃栗毛                                                 | 母の父*ターゴワイス Targowice 1970 黒鹿毛                                   | Matriarch                                                                   | Bold Ruler                         | Bold Ruler       |
| 母 メインゲスト 1986 栃栗毛                                                 | 母の父*ターゴワイス Targowice 1970 黒鹿毛                                   | Matriarch                                                                   | Lyceum                             |                  |
| 母 メインゲスト 1986 栃栗毛                                                 | 母の母ダイナアンバー 1978 鹿毛                                              | *ノーザンテースト Northern Taste                                            | Northern Dancer                    | Northern Dancer  |
| 母 メインゲスト 1986 栃栗毛                                                 | 母の母ダイナアンバー 1978 鹿毛                                              | *ノーザンテースト Northern Taste                                            | Lady Victoria                      |                  |
| 母 メインゲスト 1986 栃栗毛                                                 | 母の母ダイナアンバー 1978 鹿毛                                              | *クリアアンバー Clear Amber                                                 | Ambiopoise                         | Ambiopoise       |
| 母 メインゲスト 1986 栃栗毛                                                 | 母の母ダイナアンバー 1978 鹿毛                                              | *クリアアンバー Clear Amber                                                 | One Clear Call F-No.4-m            |                  |
| 母系(F-No.)                                                                 | 4号族(FN:4-m)                                                               | 4号族(FN:4-m)                                                               | 4号族(FN:4-m)                      | [ § 3 ]          |
| 5代内の近親交配                                                             | Northern Dancer4×4                                                          | Northern Dancer4×4                                                          | Northern Dancer4×4                 | [ § 4 ]          |
| 出典                                                                        | 1. 2. 3. 4.                                                                 | 1. 2. 3. 4.                                                                 | 1. 2. 3. 4.                        | 1. 2. 3. 4.      |

- 3代母クリアアンバーからは八大競走を2勝したアンバーシャダイのほか、サクラバクシンオー、イブキマイカグラ、アルフレードといったGI馬が出ている。